# Severin Schwan

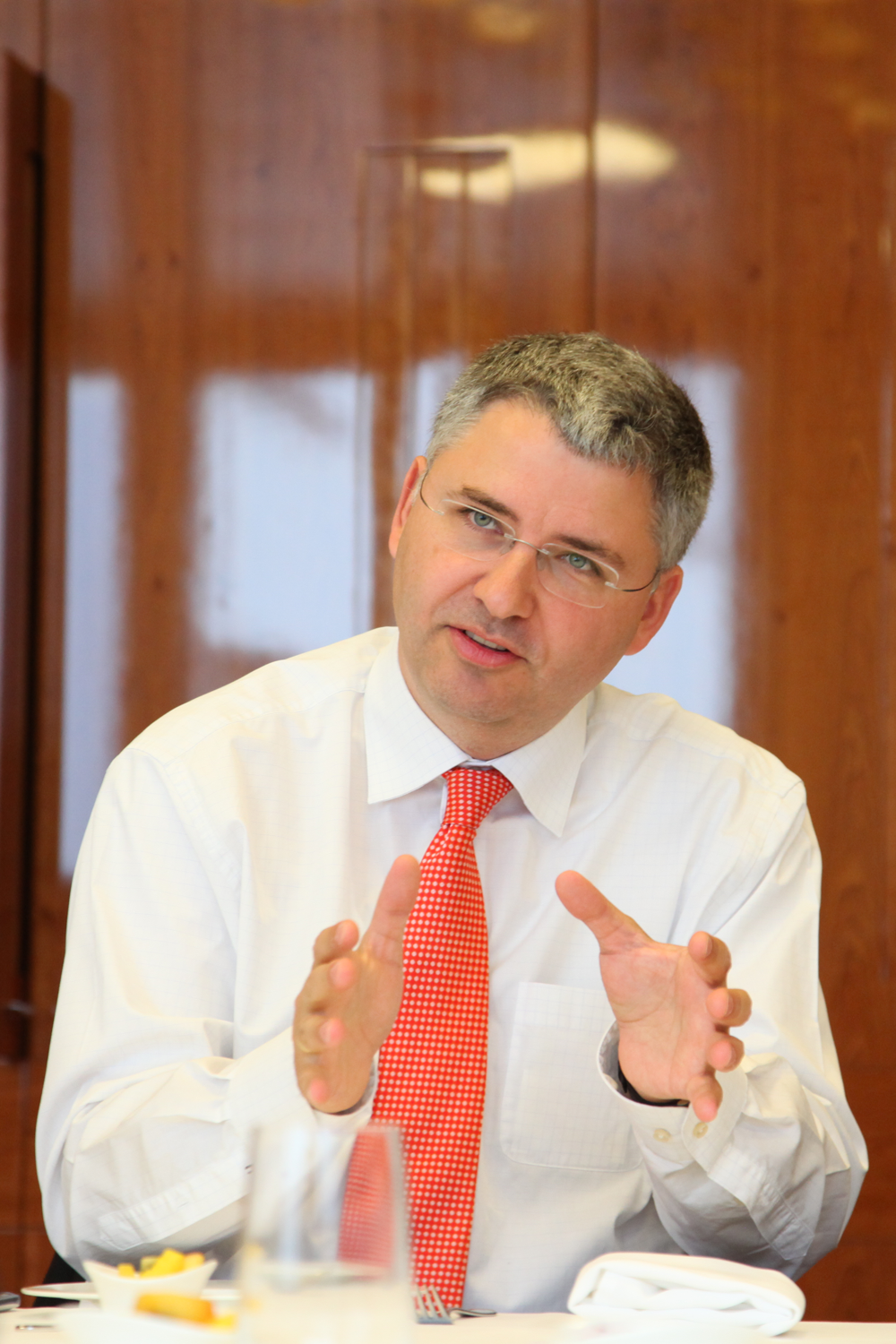
Severin Schwan am 42. St. Gallen Symposium 2012

Severin Anton Schwan (* 17. November 1967 in Hall in Tirol) ist ein Pharmamanager. Von 2008 bis März 2023 war er CEO der Roche Holding, seither ist er Verwaltungsratspräsident.

## Leben
Severin Schwan maturierte am Akademischen Gymnasium Innsbruck und studierte danach Wirtschaftswissenschaften an den Universitäten Innsbruck, York und Oxford sowie Rechtswissenschaften ebenfalls an der Universität Innsbruck. Er schloss beide Fächer 1991 mit dem Magisterexamen ab und erwarb die Titel Mag. iur. sowie Mag. rer. soc. oec. Seit 1993, dem Jahr seiner Promotion zum Dr. jur., hatte er verschiedene internationale Positionen innerhalb des Roche-Konzerns inne.
Schwan wurde an der Roche-Generalversammlung am 4. März 2008 zum Geschäftsführer (CEO) des Schweizer Pharmaunternehmens Roche Holding ernannt, er löste Franz B. Humer ab. Zuvor war Schwan Geschäftsführer der Roche-Division Diagnostics.
Er ist seit 2013 Verwaltungsrat der Roche Holding AG, an der Generalversammlung vom 14. März 2023 wurde er zum Verwaltungsratspräsidenten in Nachfolge von Christoph Franz gewählt, Schwans Nachfolger als CEO wurde Thomas Schinecker. Von 2014 bis 2022 war er Verwaltungsrat bei der Credit Suisse, ab 2017 deren Vizepräsident.
Er ist seit 2009 Mitglied des International Business Leaders Advisory Council for the Mayor of Shanghai (IBLAC), seit 2022 Vizepräsident. Von 2016 bis 2020 war er Vizepräsident der International Federation of Pharmaceutical Manufacturers & Associations (IFPMA).
Nach Berechnungen von Willis Towers Watson war Schwan 2017 mit einem Jahresgehalt von rund 12,9 Mio. Euro der bestbezahlte CEO in Europa.
Schwan ist verheiratet, Vater von drei Kindern und lebt im Basler Vorort Riehen. Er ist Staatsbürger von Österreich, Deutschland und der Schweiz.

## Auszeichnungen
- 2008: Young Global Leader, Weltwirtschaftsforum[8]

- 2018: Auslandsösterreicher des Jahres[9]